# Diocesi di Nord-Hålogaland
La diocesi di Nord-Hålogaland è una diocesi appartenente alla Chiesa di Norvegia. 

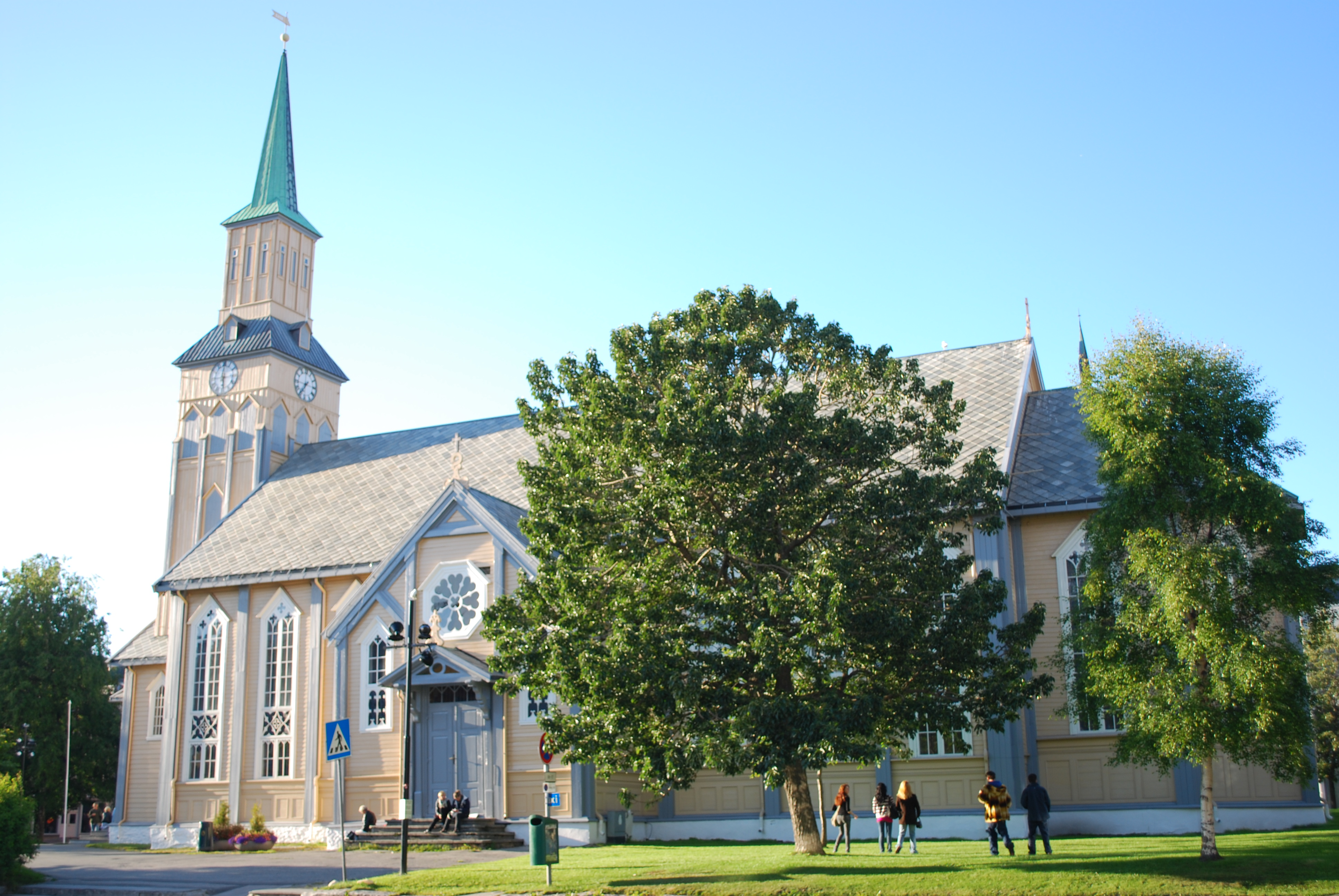
Cattedrale di Tromsø

Mappa delle diocesi della Chiesa di Norvegia

La diocesi comprende le contee di Troms e di Finnmark, oltre alle isole Svalbard; la cattedrale si trova nella città di Tromsø. Nel 1952 la diocesi di Hålogaland (che includeva tutta la Norvegia settentrionale) fu suddivisa in due parti: la  diocesi di Sør-Hålogaland (contea di Nordland) e la diocesi di Nord-Hålogaland (con Troms, Finnmark e le Svalbard). La diocesi è retta dal 2014 dal vescovo Olav Øygard.

## Cronotassi dei vescovi

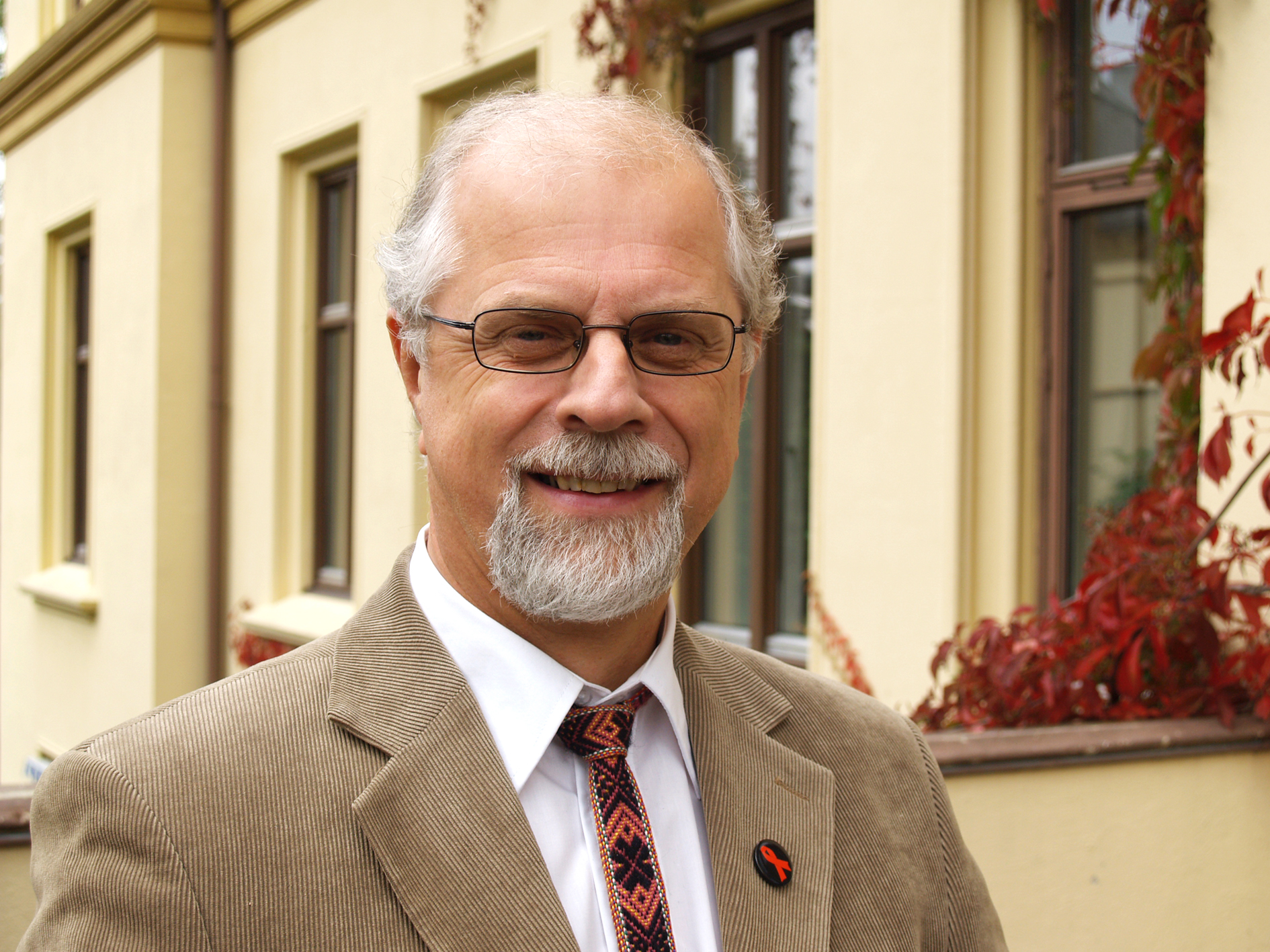
Il precedente vescovo Per Oskar Kjølaas

- Alf Wiig (1952-1961)
- Monrad Norderval (1962-1972)
- Kristen Kyrre Bremer (1972-1979)
- Arvid Nergård (1979-1990)
- Ola Steinholt (1990-2001)
- Per Oskar Kjølaas (2002-2014)
- Olav Øygard (dal 2014)